# مايكل بادن باول
ديفيد مايكل بادن باول (بالإنجليزية: Michael Baden-Powell, 4th Baron Baden-Powell)‏ (من مواليد 11 ديسمبر 1940) حفيد روبرت بادن باول مؤسس الحركة الكشفية، وكان من الأعضاء النشيطين في الحركة.